# Adele Comandini
Adele Comandini est une scénariste américaine née le 29 avril 1898 à New York (État de New York) et morte le 22 juillet 1987 à Los Angeles (Californie).

## Filmographie

### Cinéma
- 1926 : Les Surprises du métro (Subway Sadie) d'Alfred Santell
- 1927 : The Joy Girl de Allan Dwan
- 1929 : The Love Racket (en) de William A. Seiter
- 1929 : The Girl from Woolworth's (en) de William Beaudine
- 1930 : Playing Around de Mervyn LeRoy
- 1931 : Le Damné (en) de Walter Lang
- 1933 : Carioca de Thornton Freeland
- 1933 : La Sœur blanche (The White Sister)  de Victor Fleming
- 1934 : Cœurs meurtris  (A Girl of the Limberlost) de Christy Cabanne
- 1934 : Jane Eyre de Christy Cabanne
- 1936 : Trois jeunes filles à la page (Three Smart Girls) de Henry Koster
- 1936 : Le Traîneau tragique de Eugene Forde
- 1938 : The Road to Reno de S. Sylvan Simon
- 1940 : Her First Romance de Edward Dmytryk
- 1940 : Au-delà de demain (Beyond Tomorrow) de A. Edward Sutherland
- 1942 : Always in My Heart de Jo Graham
- 1943 : Good Luck, Mr. Yates (en) de Ray Enright
- 1945 : Danger Signal de Robert Florey
- 1945 : Joyeux Noël dans le Connecticut (Christmas in Connecticut) de Peter Godfrey
- 1945 : Strange Illusion (en) de Edgar G. Ulmer
- 1945 : Night Club Girl de Edward F. Cline
- 1948 : Une femme sans amour (The Mating of Millie)
- 1956 : La Femme du hasard (Flame of the Islands) de Edward Ludwig

### Télévision
- 1950 : Fireside Theatre (1 épisode)
- 1952 : Chevron Theatre (1 épisode)
- 1952 : Invitation Playhouse: Mind Over Murder (1 épisode)
- 1953 : The Ford Television Theatre (1 épisode)
- 1953 : Mr. & Mrs. North (2 épisodes)
- 1956 : Lux Video Theatre (1 épisode)

## Nominations
- Oscars du cinéma 1937 : Oscar de la meilleure histoire originale pour Trois jeunes filles à la page